# Ziyadat Allah II
Vous pouvez aider à l'améliorer ou bien discuter des problèmes sur sa page de discussion.
- Certaines informations devraient être mieux reliées aux sources mentionnées dans la bibliographie ou les liens externes. Améliorez sa vérifiabilité en les associant par des références. (Marqué depuis février 2025)
- Son texte doit être wikifié : il ne correspond pas à la mise en forme Wikipédia (style, typographie, liens internes, liens entre les wikis, etc.). (Marqué depuis février 2025)
- Les conventions bibliographiques ne sont pas respectées. La bibliographie et les liens externes sont à corriger. (Marqué depuis février 2025)
- Il n’est pas rédigé dans un style encyclopédique. (Marqué depuis février 2025)
- La traduction doit être revue. Le contenu est difficilement compréhensible à cause d’erreurs de traduction, peut-être dues à l’utilisation d’un logiciel de traduction automatique. (Marqué depuis février 2025)

Ziyadat Allah II ibn Muhammad ( arabe : أبو محمد ذات الله بن محمد ) était le septième émir aghlabide d' Ifriqiya , régnant du 28 décembre 863 jusqu'à sa mort le 23 décembre 864.
Ziyadat Allah a gouverné l'Ifriqiya pendant l' extrême instabilité du califat abbasside . Il a succédé à son frère, Ahmad , et a été remplacé par le fils d'Ahmad, Muhammad II .

## Sources
- Marçais, G. & Schacht, J. (1960). "Ag̲h̲labides ou Banu 'l-Ag̲h̲lab" . Dans Gibb, HAR ; Kramers, JH ; Lévi-Provençal, E. ; Schacht, J. ; Lewis, B. et Pellat, Ch. (éd.). L'Encyclopédie de l'Islam, deuxième édition . Tome I : A-B . Leyde : EJ Brill. pp. 247-250 . est ce que je : 10.1163/1573-3912_islam_COM_0024 . OCLC495469456  .

- (en) Cet article est partiellement ou en totalité issu de l’article de Wikipédia en anglais intitulé « Ziyadat Allah II ibn Muhammad » (voir la liste des auteurs).